# Partit Socialdemòcrata (Estònia)
El Partit Socialdemòcrata (estonià Sotsiaaldemokraatlik Erakond, SDE), és un partit polític d'Estònia, dirigit per Ivari Padar. És membre del Partit Socialista Europeu des de 2003, i de la Internacional Socialista des de 1990. Va obtenir 10 diputats a les eleccions legislatives estonianes de 2007 (10,5% dels vots), i forma part del govern de coalició amb el Partit Reformista Estonià. El SDE defensa el model d'economia social de mercat. Els seus valors són el treball, la igualtat, la justícia social, la solidaritat i l'Estat de benestar.

## Història

### La socialdemocràcia a Estònia de1917a1940
La socialdemocràcia va aparèixer a Estònia al començament del segle xx. Va ser influenciada per les idees que van venir d'Europa Occidental i de Rússia. Els socialdemòcrates van fundar el seu partit, amb el nom d'Associació Socialdemòcrata Estoniana. D'inspiració patriòtica, lluitaven per la independència d'Estònia i per la justícia social. El nom del moviment es va transformar en Partit Socialdemòcrata Estonià dels Treballadors. En aquest mateix any 1917, van obtenir a les eleccions 41 escons de 120 al Parlament. Va ser el partit que va redactar la primera constitució del país, i van resoldre el problema rural d'una forma democràtica. El 1925, el partit canvi novament de nom, pel de Partit Socialista Estonià dels Treballadors, després de la fusió amb el Partit Socialista Estonià Independent dels Treballadors. Va ocupar el poder de 1924 a 1925, i de 1928 a 1929. Amb l'ocupació del país per l'URSS el 1945, el partit es va dissoldre, i els dirigents del partit van ser exiliats a Suècia.

### De1989a avui dia
Aprofitant de les noves llibertats polítiques atorgades per la Perestroika, neix el Partit Socialdemòcrata Estonià (ESDP) el 1990. Aquest partit neix de la fusió del Partit del Treball Democràtic Estonià de Vello Saatpalu, del Partit de la Independència Socialdemòcrata Estonià de Marju Lauristin, del Partit Socialdemòcrata Rus d'Estònia, de Jossiv Jurovski, i l'Associació dels Estrangers del Partit Socialista Europeu (successor del Partit dels Treballadors Socialistes Estonians, a l'exili). Marju Lauristin va ser el primer president de l'ESDP. Les relacions amb la Internacional Socialista van ser restablides el 1990.
L'ESDP va formar una aliança electoral a les eleccions de 1992 i 1995 amb un moviment agrari de centre, el Partit del Centre Rural Estonià. El 1996, després d'una derrota electoral, l'aliança es presenta amb el nom Els Moderats (Rahvaerakond Mõõdukad). El 1999 un altre moviment agrari de centre s'uní a l'aliança, el Partit Popular de Republicans i Conservadors. En 2003, Els Moderats s'integraren el Partit Socialista Europeu. El 7 de febrer de 2004, Els Moderats es converteixen en Partit Socialdemòcrata.

## Resultats electorals

### Eleccions legislatives
| Any  | Líder              | Vots   | %          | Escons   | +/– | Govern             |
| ---- | ------------------ | ------ | ---------- | -------- | --- | ------------------ |
| 1992 | Marju Lauristin    | 44,577 | 9.73 (#4)  | 12 / 101 | Nou | Coalició           |
| 1995 | Eiki Nestor        | 32,381 | 5.99 (#5)  | 6 / 101  | 6   | Oposició           |
| 1999 | Andres Tarand      | 73,630 | 15.21 (#4) | 17 / 101 | 11  | Coalició (1999–02) |
| 1999 | Andres Tarand      | 73,630 | 15.21 (#4) | 17 / 101 | 11  | Oposició (2002–03) |
| 2003 | Ivari Padar        | 34,837 | 7.04 (#6)  | 6 / 101  | 11  | Oposició           |
| 2007 | Ivari Padar        | 58,363 | 10.61 (#4) | 10 / 101 | 4   | Coalició (2007–09) |
| 2007 | Ivari Padar        | 58,363 | 10.61 (#4) | 10 / 101 | 4   | Oposició (2009–11) |
| 2011 | Sven Mikser        | 98,307 | 17.09 (#4) | 19 / 101 | 9   | Oposició (2011–14) |
| 2011 | Sven Mikser        | 98,307 | 17.09 (#4) | 19 / 101 | 9   | Coalició (2014–15) |
| 2015 | Sven Mikser        | 87,189 | 15.19 (#3) | 15 / 101 | 4   | Coalició           |
| 2019 | Jevgeni Ossinovski | 55,175 | 9.83 (#5)  | 10 / 101 | 5   | Oposició (2019–22) |
| 2019 | Jevgeni Ossinovski | 55,175 | 9.83 (#5)  | 10 / 101 | 5   | Coalició (2022–23) |
| 2023 | Lauri Läänemets    | 56,584 | 9.27 (#5)  | 9 / 101  | 1   | Coalició (2023–25) |
| 2023 | Lauri Läänemets    | 56,584 | 9.27 (#5)  | 9 / 101  | 1   | Oposició (2025-)   |

### Parlament Europeu
| Any  | Líder                | Vots   | %          | Escons | +/– | Grup |
| ---- | -------------------- | ------ | ---------- | ------ | --- | ---- |
| 2004 | Toomas Hendrik Ilves | 85,433 | 36.8 (#1)  | 3 / 6  | Nou | PES  |
| 2009 | Ivari Padar          | 34,508 | 8.69 (#5)  | 1 / 6  | 2   | S&D  |
| 2014 | Marju Lauristin      | 44,550 | 13.56 (#4) | 1 / 6  | =   | S&D  |
| 2019 | Marina Kaljurand     | 77,375 | 23.30 (#2) | 2 / 7  | 1   | S&D  |
| 2024 | Marina Kaljurand     | 71,171 | 19.33 (#2) | 2 / 7  | =   | S&D  |

## Presidents
- Marju Lauristin 1990-1995
- Eiki Nestor 1995-1996
- Andres Tarand 1996-2001
- Toomas Hendrik Ilves 2001-2002
- Ivari Padar 2002-present